# アンドレアス・ファイニンガー
アンドレアス・ファイニンガー（Andreas Feininger、Andreas Bernhard Lyonel Feininger、1906年12月27日-1999年2月18日）は、アメリカ合衆国を代表する世界的な報道写真系の写真家。父は画家のリオネル・ファイニンガー、弟は写真家のルックス・ファイニンガー（T. Lux Feininger）。

## 経歴
ファイニンガーは、ドイツ系ユダヤ人のユリア・ベルグと、アメリカ人画家で美術教育者のリオネル・ファインニンガー（1871-1956）の長男として、フランスのパリで生まれた。父方の祖父はドイツ人バイオリニストのカール・ファインガー（1844-1922）、祖母は同じくドイツ系のアメリカ人歌手エリザベス・ファインガー（旧姓ルッツ）である。弟は画家・写真家のT・ラックス・ファイニンガー（1910-2011）である。
ファイニンガー一家は1908年にベルリンへ、1919年にワイマールへ移り住んだ。ワイマールでは、リオネル・ファインニンガーは新しく設立されたバウハウス美術学校で印刷工房のマスターに就任した。
1922年に16歳で学校を辞めた後、バウハウスで学び、1925年4月に家具職人として卒業した。その後、ワイマール州立建築大学、ツェルブスト州立建築大学で建築を学んだ(ツェルブストはドイツのザクセン＝アンハルト州の都市で、1926年にバウハウスが移転したデッサウから20kmほど離れている）。ファインガー一家は、バウハウスとともにデッサウに移り住んだ。ツェルブストで建築の勉強を続ける一方、アンドレアスは写真に興味を持ち、隣人でバウハウスの教師でもあったラースロー・モホリ＝ナギから指導を受ける。
1936年、建築をやめてスウェーデンに移り住み、写真に専念する。1939年、第二次世界大戦を前に、アメリカに移住し、フリーランスの写真家として活躍する。1943年、『ライフ』誌のスタッフとなり、1962年まで活動を続けた。
ファインニンガーは、ニューヨークの写真で有名になった。また、骨や貝殻、植物、鉱物など、科学や自然を題材にした作品も多く、その構造を強調した写真も多かった。しかし、人物を撮影したり、肖像画を作成したりすることは稀であった。
ファイニンガーは、写真に関する包括的なマニュアルを書き、その中で最もよく知られているのが「コンプリート・フォトグラファー」である。写真雑誌『インフィニティ』の編集者ラルフ・ハッターズリーは、ファインニンガーの写真集の序文で、「今日の写真を作り上げた偉大な建築家の一人」と評している。1966年、アメリカメディア写真家協会（ASMP）は、ファインガーに最高の栄誉であるロバート・リーヴィット賞を授与した。1991年、国際写真センターから「インフィニティ生涯功労賞」を授与された。
現在では、ファインニンガーの写真は、センター・フォー・クリエイティブ・フォトグラフィー、ニューヨーク近代美術館、メトロポリタン美術館、ナショナル・ギャラリー、ロンドンのヴィクトリア・アンド・アルバート美術館、ニューヨーク州ロチェスターのジョージ・イーストマン・ハウスに永久所蔵されている。

## 評価
『ファイニンガーの写真は、モダン・フォトグラフィ(近代写真)が到達した科学的な視覚をもって、人間世界を強く揺り動かしているものと正面から対峙しようとするヨーロッパ的な思考の表れであった』（カラー版・世界写真史（下記参考文献参照）87ページ（井口壽乃執筆部分）より）。

## 代表作
- ウィーハーケンから見たマンハッタン中心部（1947年、カラー版・世界写真史（下記参考文献参照）86ページ（図版番号4-24））
- フォトジャーナリスト（1955年、「カラー版・世界写真史」（下記参考文献参照）の表紙掲載作品のうちの1枚および84ページ（図版番号4-21））

## 日本における展覧会
『AndreasFEININGERアンドレアス・ファイニンガー写真展』
•1992年5月29日~6月25日
東京新宿のペンタックスフォーラムにて⑴部⑵に分けてそれぞれ2週間会期で開催。
•1992年8月17日~9月16日 大阪南船場のペンタックスフォーラム大阪にて同様写真展開催。
•A.ファイニンガーの友人である写真家サム・ハスキンスの紹介で、当時のペンタックスフォーラム所長がG.デザイナー白岩登三靖と共にニューヨークの氏の自宅を訪ね、氏がチョイスし、用意してくれていた作品のネガ、カラーポジを借りて日本でプリントしたものを氏との幾度もの意見交換の末、モノクローム作品50点 パート⑴ 『ニューヨーク』、カラー作品50点 パート⑵ 『自然と形象』との2回に分けて『AndreasFEININGERアンドレアス・ファイニンガー写真展』として展示。
•主催  ペンタックスフォーラム
•後援  アメリカ大使館
```
         
日本写真家協会

         
日本写真協会
```

•写真展図録
```
          AndreasFEININGER (69ページ）  発行ペンタックスフォーラム
```